# Aeroportul Humera
Aeroportul Humera (IATA: HUE, ICAO: HAHU) este un aeroport din Etiopia ce deservește zona Humera.
aeroportul dispune de o singură pistă.